# 应许之地 (书籍)
《应许之地》（英語：A Promised Land）是第44任美国总统巴拉克·奥巴马的回忆录。该书于2020年11月17日出版，是计划中的两卷系列中的第一卷。回忆录以他的政治生涯为重点，记录了奥巴马从早年到2011年5月授權美軍击毙本·拉登的经历。全书共768页，有数位版、平装版和精裝版，已经被翻译成24种语言。此外还有28小时的有声书版本，由奥巴马本人朗读。
该书获得了许多评论，并被《纽约时报》、《华盛顿邮报》和《卫报》列入年终最佳名单。本书也获得了很大的商业成功，该书已连续19周登上《紐約時報》暢銷書榜的非小说类畅销书，并于前10周位列榜首。该书在出版前就备受期待，在出版前两个月，《纽约时报》评论称，尽管该书在11月中旬发行，但“几乎可以保证”它将成为今年的畅销书。

## 背景
巴拉克·奥巴马于2009年至2017年担任第44任美国总统，此前曾出版两本畅销书： 回忆录《我父亲的梦想：种族和继承的故事》1995年由Times Books出版；政治书籍《无畏的希望：重申美国梦》2006年由皇冠出版集团出版。紧随第一夫人米歇尔·奥巴马的畅销回忆录《成為這樣的我：蜜雪兒·歐巴馬》（Becoming）出版之后两年，《应许之地》也由皇冠出版集团于2020年11月17日出版，它是计划中两卷系列的第一部。自卡尔文·柯立芝以来，每一位美国总统都在离开白宫的几年后出版总统回忆录；《应许之地》的写作时长超过三年半，是耗时最长的美国总统回忆录。此前，从离任到发表回忆录时间最长的总统是理查德·尼克松。奥巴马表示，他原本打算在一年内写一本500页的回忆录，但实际上《应许之地》是三年后才完成的700页回忆录。

## 内容
奥巴马在宣布该书出版后的一条推文中表示，本书旨在“对我的总统任期、我们作为一个国家斗争的力量以及我们如何弥合我们的分歧并使民主为每个人服务进行诚实的说明”。

### 概述
这本回忆录仍然关注于奥巴马的政治生活，从他的早年生活开始，详细描述了他的第一次竞选活动，并贯穿了他第一个总统任期的大部分时间，以2011年5月美軍击毙奥萨马·本·拉登后奥巴马和指挥这次突袭的海豹突击队队员的会面作为结尾。虽然这本书仍然关注于政治，但书的大约前200页，大多是关于奥巴马在芝加哥的生活和职业生涯。

### 亮点

#### 大学时期
奥巴马在描述他在1980年代上大学的日子时提到，他曾阅读卡尔·马克思、米歇尔·福柯和赫伯特·马尔库塞的作品以吸引女性。奥巴马回忆道：“我很尴尬地意识到，我在大学的头两年里对知识的好奇心与我试图了解的各种女性的兴趣相差无几。”。奥巴马评价他在大学阅读的经历“作为一种搭讪女孩的策略，我的伪知性主义被证明是毫无价值的”。

#### 对其他政治人物的描述
奥巴马对他早年和总统生涯中遇到的许多职员和其他政治人物给予了积极的描述，赞扬了克莱尔·麦卡斯基尔在《梦想法案》上“凭良心投票”、蒂姆·盖特纳对2007年－2008年環球金融危機的处理等。奇马曼达·南戈齐·阿迪奇在《纽约时报》撰写评论指出，奥巴马“对其第一个任期的核心圈子的感情”是“感人的”，在他对他人的描述中，他“把他们视为英雄”。
奥巴马在批评部分其它国家领导人时也十分有趣，例如，他写道，俄罗斯总统弗拉基米尔·普京是“男性活力的讽刺形象”（satirical image of masculine vigor），英国首相大卫·卡梅伦充满“从未被生活压得太紧的人的轻松自信”。

#### 诺贝尔奖
一些评论家评论了奥巴马获得2009年诺贝尔和平奖的反应，在书中他写到当得知自己被授予诺贝尔奖的第一反应是“为了什么？”（for what?）。当他抵达奥斯陆的酒店，准备参加诺贝尔颁奖典礼时，他看着窗外聚集的一群人，写道“认为我或任何一个人可以为这种混乱带来秩序的想法似乎很可笑……在某种程度上，下面的人群在为一种幻觉欢呼。”奇马曼达·南戈齐·阿迪奇和埃利·斯托科尔斯在评论中称这种反应“令人难以置信”。奥巴马还回忆说，在清晨他打电话把这个消息告诉了第一夫人，并得到了“那真是太好了，亲爱的”的答复，然后她就继续睡觉了。阿迪奇在评论这一反应时认为，奥巴马“认为自己的公众形象过度膨胀了；他把大头针插进了自己的宣传气球里。”

#### 联合国
奥巴马在书中指出：“在冷战时期，达成任何共识的机会都很渺茫，这就是为什么当苏联坦克开进匈牙利或美国飞机在越南农村投下凝固汽油弹时，联合国却袖手旁观。即使在冷战结束后，安全理事会内部的分歧仍然阻碍着联合国解决问题的能力。其成员国既没有手段，也没有集体意愿来重建像索马里这样的失败国家，或防止像斯里兰卡这样的种族屠杀”。

## 反响
根据书评汇总网站Book Marks的数据，《应许之地》获得了良好的评价。在收集到的33条评论中，12条被归类为“好评”（rave），16条被归类为“正面”（positive），5条被归类为“混合”（mixed）。

### 赞扬
在2020年11月29日《纽约时报书评》头版发表的一篇评论的开头，奇马曼达·南戈齐·阿迪奇写道，奥巴马“是一位优秀的作家”，并认为此书除了避免了严肃而乏味的内容以外，“总是令人愉快地逐句阅读，散文在某些地方很华丽，细节也很细微生动”。《出版者周刊》评论称，奥巴马“对他入主白宫和在任的头两年半进行了显著的自省”。该书在柯克斯评论中的条目的标语是：“一本一流的政治回忆录，对每一位读者来说都是实用政治的严肃练习”。沃尔特·克莱门斯在《纽约书籍期刊》（New York Journal of Books）写了一篇书评，开篇便写道“这本书中的每一句话都值得珍视和回味”，结尾称“任何想在21世纪初了解美国的人都应该阅读这本书，或者听前总统讲述的有声版本”。埃里克·福纳在《泰晤士报文学副刊》中也对这本书进行了评论，他写道，这本书“写得很优雅”，而且“肯定是对这一小流派最令人印象深刻的贡献之一”，并指出：“作为一个有天赋的作家，他在700多页的篇幅中保持了读者的兴趣”。
杂志评论方面，《Slate》的劳拉·米勒（Laura Miller）写道，在这本书中“很高兴读到作者的智慧、平和与温暖，从他对他的健康家庭的由衷喜悦到他对为他工作的人和与他在一起的人的明显的喜爱”。《大西洋》杂志主编杰弗里·戈德堡写道，这本书“在许多方面都是一本不寻常的总统回忆录：不寻常的内心，不寻常的自我批评，不寻常的现代……，而且写得异常好。”《时代》评论称，“奥巴马知道如何讲好故事”，“他对自己在最重要的总统时刻的心态的洞察，提醒了他的深思熟虑”。该评论继续指出，“从头到尾，《应许之地》提醒了奥巴马在其职业生涯中说阐述的故事”。《华尔街日报》、《金融时报》、《娱乐周刊》、《时尚先生》和《奥普拉杂志》也有发表评论。
报纸评论方面，埃利·斯托科尔斯同时在《洛杉矶时报》和《匹兹堡邮报》上发表了一篇书评。斯托科尔斯写道，这本书是“深刻的内省，有时是挽歌式的”，有“优雅的散文”。斯托科尔斯接着写道，这本书“经常读起来像奥巴马与自己的对话”，因为他对自己在任时的各种作为和不作为表示自我怀疑。有线电视新闻网（CNN）的彼得·伯根评论称该书“令人感动”，“写得很好”，并在评论的最后写道，第二卷“肯定会成为另一本非常引人注目的书”。
在《卫报》的一篇评论中，加里·尤恩格写道：“作为一部政治文学作品，《应许之地》令人印象深刻”，“奥巴马是一位有天赋的作家”。在《卫报》发表的第二篇评论中，朱利安·博尔格将该书描述为“701页优雅的叙事、沉思和反省，其中他经常深入了解自己的动机”，并称它“充分实现了对政治自传的基本期望，提供了来自权力驾驶座的细微视角。”第三篇评论中，彼得·康拉德写道：“像最好的自传作家一样，巴拉克·奥巴马写自己是希望能发现自己是谁，甚至是什么。”
该书还得到了《纽约时报》的第二篇评论，称其为“700页，像作者本人一样深思熟虑、有条理、有条不紊”。评论指出，虽然该书出现在“一个宏大的神话时代”，但奥巴马“运用了他相当多的讲故事技巧来消除自己的神话”。评论随后认为，虽然本书是写给”那些寻求‘重塑世界’的年轻人”的，但这本书“不是关于放肆的可能性，而是关于抑制它的力量”。除此以外，《华盛顿邮报》的卡洛斯·洛扎达和《芝加哥论坛报》也对该书进行了评论。包括《泰晤士报》、《观察家报》和《独立报》在内的多家英国报纸也发表了评论。其他发布评论的新闻机构还包括《波士顿环球报》和全国公共广播电台。

### 批评
在赞扬的同时，奇马曼达·南戈齐·阿迪奇指出，奥巴马有一种过度自我批评的倾向，她形容这种倾向“比自我意识更黑暗，但没有自我厌恶那么黑暗”。她还指出，这可能促成了他“健康的人性”和“深沉的慷慨”。阿迪奇继续写道：“尽管他进行了无情的自我评估，但（这本书）很少有最好的回忆录（应该）带来的东西：真正的自我揭示。”阿迪奇将此归咎于奥巴马的超然风格：“就好像，因为他对夸张的情感有所顾忌，所以情感本身就被压制住了。”她后来表示，回忆录最好的部分是令人惊讶的“八卦”片段。劳拉·米勒在《Slate》的文章中也写道，“在《应许之地》中，没有任何一页透露出潜在的愤怒情绪”。米勒还指出，该书的许多批评者抱怨该书的长度，尽管它是多卷中的第一卷，篇幅却很长，常常提供过量的背景信息。
菲利普·特齐安在《华尔街日报》上写道，就实质内容而言，该书“几乎没有告诉我们报纸读者不知道的事情”，而且“有时显得乏味”。爱德华·卢斯在《金融时报》上写道，该书的主要缺陷是奥巴马“太过理性，几乎到了超脱的地步”。
齐利兹·马尔瓦拉在写道，奥巴马像光一样具有双重性质，一个是表象，另一个是政治家。奥巴马的这一表象是鼓舞人心的，他之所以获得诺贝尔奖，除了他的表象以外没有其他原因。而政治家奥巴马对非洲大陆所做的贡献与乔治·W·布什相比少得多，他还表示“特别是美国以外的人，对奥巴马现象最终被一个没有大力推动更具包容性、进步性的全球议程的妥协者所取代感到失望”。他最后写道：“奥巴马所谈论的应许之地似乎不是民主的灯塔，在许多方面，它让民主看起来很可怕。但民主太重要了，不能因为个别领导人或国家的做法而被抛弃。如果我们必须建立一种独立于美国模式的新形式的民主，让我们这样做，而不是摧毁民主本身。”

### 获奖
本书获得了2020年Goodreads读者选择奖的最佳回忆录和自传奖。它被《纽约时报书评》评为“2020年十大最佳书籍”，被《华盛顿邮报》评为“2020年50部著名非小说作品”（50 notable works of nonfiction in 2020），被《卫报》评为“2020年最佳政治书籍”，被《美麗佳人》评为“2020年最佳政治书籍”。

## 出版
该书于2020年11月17日，即总统选举后不久，以精裝、数字和有声书的形式发行。该书由皇冠出版集团在美国和加拿大出版，維京出版社在其他英语国家出版。维京出版社和皇冠出版社的母公司企鵝蘭登書屋已将该书翻译成20多种语言。

### 销量
2020年12月6日至2021年4月11日，该书连续19周登上《紐約時報》暢銷書榜的非小说类畅销书，并于前10周位列榜首。该书在美国和加拿大的首次印刷量被定为340万册，将为国际读者印刷250万份。《纽约时报》在出版前两个月描述称，这本书“几乎可以保证”成为今年的最畅销书。11月18日，企鵝蘭登書屋报道称，该书出版首日在美国和加拿大售出88.7万册，打破了其妻子米歇尔2018年出版的新书《成为》创造的首日售出72.5万册的记录。到2020年11月24日，该书在北美的销量超过170万册，打破了总统回忆录首周销量的记录。由于需求量大，最初的340万册出版量增加到430万册。该书在出版首月共售出330万册，ABC News在2020年12月16日评论称，该书“正在顺利地成为现代最畅销的总统回忆录”。

### 发行细节（英文原版）
此书的英文原版有平装版、精装版、电子书和有声版本。该书在美国和加拿大由皇冠出版集团出版，在英国、爱尔兰、澳大利亚、新西兰、印度和南非由维京出版社出版。此书的未删节有声读物版本可在Audible上获得，长达28小时10分钟，由奥巴马本人朗读。这是继吉米·卡特的《白宫日记》和乔治·W·布什的《抉择时刻》之后，第三本由其作者亲自朗读的总统回忆录。
| 出版地点 | 出版商       | 出版日期       | ISBN                   | OCLC            |
| 平装版   | 平装版       | 平装版         | 平装版                 | 平装版          |
| -------- | ------------ | -------------- | ---------------------- | --------------- |
| 美国纽约 | 皇冠出版集团 | 2020年12月8日  | ISBN 978-0-525-63376-1 | OCLC 1223521681 |
| 精装版   |              |                |                        |                 |
| 美国纽约 | 皇冠出版集团 | 2020年11月17日 | ISBN 978-1-5247-6316-9 | OCLC 1196086067 |
| 英国     | 維京出版社   | 2020年11月17日 | ISBN 978-0-241-49151-5 | OCLC 1196244052 |
| 电子书   |              |                |                        |                 |
| 美国纽约 | 皇冠出版集团 | 2020年11月17日 | ISBN 978-1-5247-6318-3 | OCLC 1196086067 |
| 英国     | 維京出版社   | 2020年11月17日 | ISBN 978-0-2419-9141-1 | OCLC 1196244052 |
| 有声书   |              |                |                        |                 |
| 美国纽约 | 蘭登書屋     | 2020年11月17日 | ISBN 978-0-525-63372-3 | OCLC 1222783751 |
| 英国     | 蘭登書屋     | 2020年11月17日 | ISBN 978-0-241-99142-8 | OCLC 1222783751 |
| CD       |              |                |                        |                 |
| 美国纽约 | 蘭登書屋     | 2020年11月24日 | ISBN 978-0-525-63371-6 | OCLC 1201544122 |
| 英国     | 蘭登書屋     | 2020年11月24日 | ISBN 978-0-241-99143-5 | OCLC 1201544122 |

### 翻译版本
除英文原版外，企鹅兰登书屋在2020年9月宣布将出版24种语言的翻译版本：阿尔巴尼亚语、阿拉伯语、保加利亚语、中文（繁体）、捷克语、丹麦语、荷兰语、芬兰语、法语、德语、希腊语、希伯来语、匈牙利语、意大利语、日语、韩语、立陶宛语、挪威语、波兰语、葡萄牙语、罗马尼亚语、西班牙语、瑞典语和越南语。
| 语言               | 标题                 | 译者 | 出版商                                            | 出版日期       | 纸质版                                                                  | 电子书                 | 有声书                                              |
| ------------------ | -------------------- | --- | ------------------------------------------------- | -------------- | ----------------------------------------------------------------------- | ---------------------- | --------------------------------------------------- |
| 西班牙语           |                      | - Andrés Barba Muñiz | Debate/Penguin Random House Grupo Editorial       | 2020年11月17日 | - ISBN 978-8-499-92974-3（精装版） - ISBN 978-1-644-73257-1（平装版）   | ISBN 978-8-499-92975-0 | ISBN 978-8-417-63694-4 （讲述者：Víctor Sabi）      |
| 芬兰语             | Luvattu maa          | - Kyösti Karvonen - Seppo Raudaskoski - Ilkka Rekiaro                                                                         | Otava Publishing Company                          | 2020年11月17日 | - ISBN 978-9-511-32084-5（精装版） - ISBN 978-9-511-30707-5（平装版）   | ISBN 978-9-511-39276-7 | ISBN 978-9-511-39371-9 （讲述者：Jani Toivola）     |
| 德语               | Ein verheißenes Land | - Sylvia Bieker - Harriet Fricke - Stephan Gebauer - Stephan Kleiner - Elke Link - Thorsten Schmidt - Henriette Zeltner-Shane | Penguin Verlag/Penguin Random House Verlagsgruppe | 2020年11月17日 | ISBN 978-3-3286-0062-6（精装版）                                        | ISBN 978-3-6412-3036-4 | ISBN 978-3-8445-2965-4 （讲述者：Andreas Fröhlich） |
| 荷兰语             | Een beloofd land     | - Rebekka W.R. Bremmer - Bep Fontijn - Frans Reusink - Edzard Krol                                                            | Hollands Diep                                     | 2020年11月17日 | ISBN 978-9-048-84074-8（精装版）                                        | ISBN 978-9-048-84075-5 |                                                     |
| 罗马尼亚语         | Pământul făgăduinței | Diana Popescu Marin | Editura Litera                                    | 2020年11月17日 | ISBN 978-6-063-36679-6（精装版）                                        |                        |                                                     |
| 意大利语           | Una terra promessa   | - Giuseppe Maugeri - Maria Grazia Galli - Paolo Lucca                                                                         | Garzanti                                          | 2020年11月17日 | ISBN 978-8-811-14987-3（精装版）                                        | ISBN 978-8-811-81842-7 |                                                     |
| 瑞典语             | Ett förlovat land    | Manne Svensson | Albert Bonniers Förlag                            | 2020年11月17日 | ISBN 978-9-100-17760-7（精装版）                                        | ISBN 978-9-100-18838-2 |                                                     |
| 丹麦语             | Et forjættet land    | - Anders Juel Michelsen - Karsten Nielsen                                                                                     | Lindhardt og Ringhof                              | 2020年11月17日 | ISBN 978-8-711-69434-3（精装版）                                        |                        |                                                     |
| 挪威语             | Et lovet land        | - Eivind Lilleskjæret - Gunnar Nyquist                                                                                        | Cappelen Damm                                     | 2020年11月17日 | ISBN 978-8-202-66272-1（精装版）                                        | ISBN 978-8-202-70177-2 |                                                     |
| 现代希腊语         | Γη της επαγγελίας    | Μάνος Τζιρίτας | Athens Bookstore Publications                     | 2020年11月17日 | ISBN 978-6-188-40326-0（精装版）                                        |                        |                                                     |
| 立陶宛语           | Pažadėtoji žemė      | - Asta Tobulevičienė - Daumantas Gadeikis - Jovita Liutkutė                                                                   | Alma Littera                                      | 2020年11月17日 | ISBN 978-6-090-14337-7（精装版）                                        |                        |                                                     |
| 匈牙利语           | Egy ígéret földje    | - Judit Darnyik - Bread Anna - Tamás Pétersz                                                                                  | HVG Könyvek Kiadó                                 | 2020年11月17日 | ISBN 978-9-635-65005-7（精装版）                                        |                        |                                                     |
| 葡萄牙语（巴西）   |                      | - Berilo Vargas - Cássio de Arantes Leite - Denise Bottmann - Jorio Dauster                                                   | Companhia das Letras                              | 2020年11月17日 | ISBN 978-8-535-93396-3（平装版）                                        | ISBN 978-6-557-82032-2 |                                                     |
| 葡萄牙语（葡萄牙） |                      | | Objectiva/Penguin Random House Grupo Editorial    | 2020年11月17日 | ISBN 978-9-897-84135-4（平装版）                                        | ISBN 978-9-897-84152-1 |                                                     |
| 保加利亚语         | Обетована земя       | Marin Zagorchev | СофтПрес                                          | 2020年11月17日 | ISBN 978-6-191-51635-3（精装版）                                        |                        |                                                     |
| 希伯来语           | ארץ מובטחת           | - Edith Schorer - Inbal Sagiv-Nakdimon - Ofer Kober                                                                           | ידיעות ספרים                                      | 2020年11月17日 | ISBN 978-965-564-690-0（平装版）                                        |                        |                                                     |
| 波兰语             | Ziemia obiecana      | Dariusz Żukowski | Agora Publishing House                            | 2020年11月17日 | ISBN 978-83-268-4583-3（平装版）                                        | ISBN 978-83-268-3413-4 |                                                     |
| 繁体中文           |                      | - 陳琇玲 - 鍾玉玨 - 楊明暐 - 陳文和 - 林步昇                                                                                  | 商業周刊                                          | 2020年11月17日 | ISBN 978-98-655-1925-4（平装版）                                        |                        |                                                     |
| 法语               |                      | - Pierre Demarty - Charles Recoursé - Nicolas Richard                                                                         | Editions Fayard                                   | 2020年11月17日 | ISBN 978-22-137-0612-2（精装版）                                        | ISBN 978-22-137-0788-4 |                                                     |
| 阿拉伯语           | الأرض الموعودة       | ‫‬ | هاشيت_أنطوان/نوفل                                 | 2021年6月17日  | ISBN 9786144698266                                                      |                        |                                                     |
| 日语               |                      | | 集英社                                            | 2021年2月16日  | - ISBN 978-4087861334（精装版上卷） - ISBN 978-4087861341（精装版下卷） |                        |                                                     |
| 韩语               |                      | |                                                   | 2021年1月1日   | ISBN 978-8901251868（精装版）                                           |                        |                                                     |